# Lukas Moser
Lukas Moser, auch Lucas Moser (* um 1390; † nach 1434) war ein deutscher Maler. Als sein Hauptwerk gilt der Schrein des Magdalenenaltars von 1432 in der Pfarrkirche St. Maria Magdalena in Tiefenbronn.

## Magdalenenaltar in Tiefenbronn

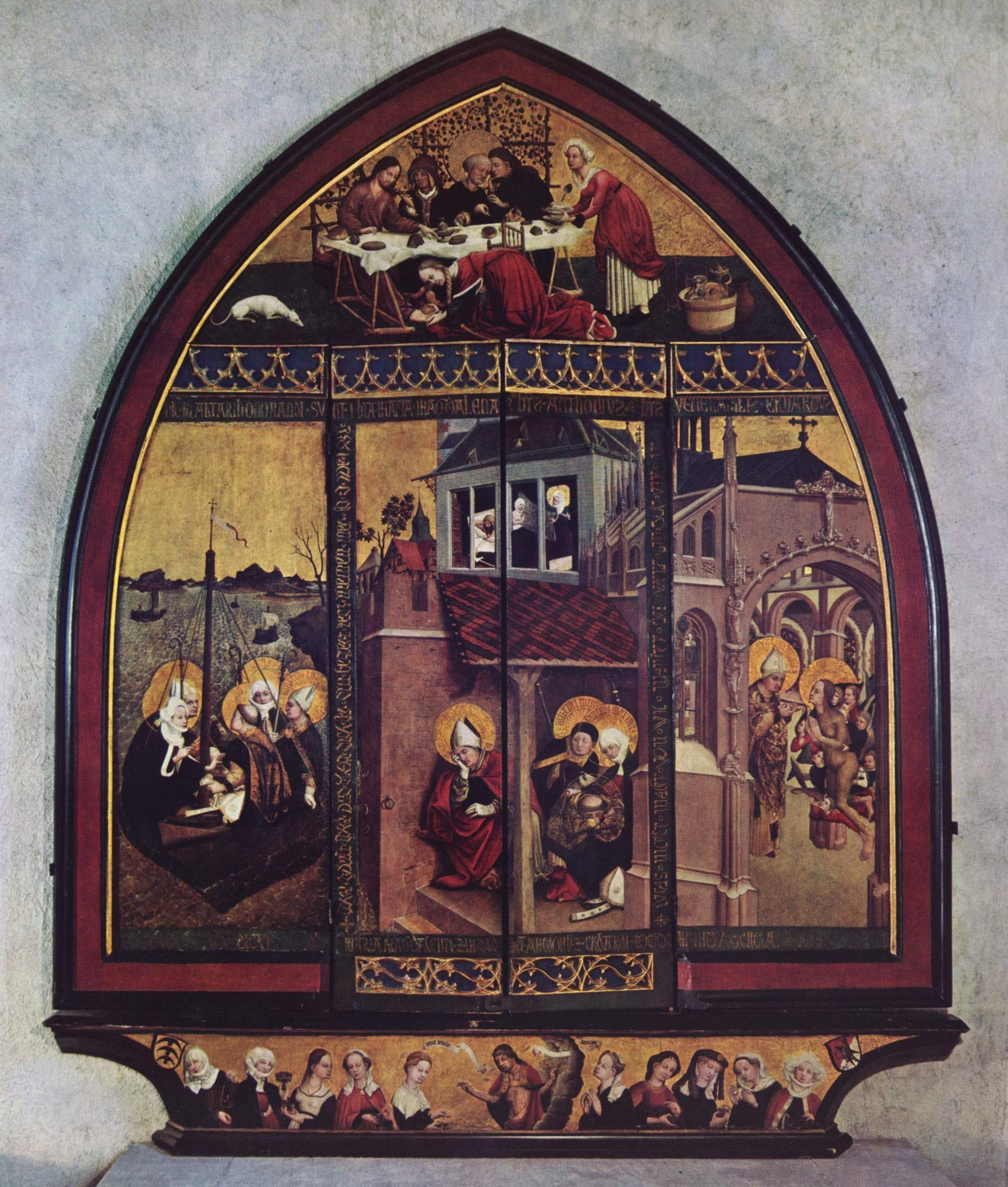
Magdalenenaltar in Tiefenbronn

Der Schrein des Magdalenenaltars in der Pfarrkirche St. Maria Magdalena
in Tiefenbronn gilt als Hauptwerk Mosers. Der Altar ist durch eine Inschrift auf das Jahr 1432 datiert und weist in einer Inschrift LVCAS MOSER MALER VON WIL als Werkmeister aus. Die Altarflügel stammen von der Hand des ursprünglichen Künstlers, die Figur im Schrein ist eine spätere Zutat. Außer diesem Altar gibt es keine weiteren von Moser signierten Werke, so dass es sich um das einzige gesicherte Werk des Künstlers handelt. Alle weiteren, Moser von Forschern zugeschriebenen Werke gelten folglich als fraglich.
Nach der Auskunft der Inschrift stammte Moser aus Weil der Stadt bei Stuttgart. In der älteren schwäbischen Malerei findet sich jedoch Nichts seiner Kunst Vergleichbares. Vielmehr ist es die französische Buchmalerei der Gebrüder Limburg und die altniederländische Malerei des Meisters von Flémalle, der Lukas Moser seine Anregungen verdankt, womit er einer der fortschrittlichsten deutschen Maler seiner Zeit ist. Weitere oberrheinische Maler seiner Zeit, die sich an ähnlichen Vorbildern orientiert haben, sind Stefan Lochner und Konrad Witz, wobei es bis auf die gemeinsame Prägung keine weiteren Wechselwirkungen unter den Genannten gegeben zu haben scheint. Mosers Auftauchen in Schwaben und seine Nachwirkung bleiben rätselhaft. Eine Identifizierung mit einem in Ulmer Quellen nachweisbaren Meister mit Namen „Lukas“ wird heute in Frage gestellt.

## Lukas Moser – ein Phantom?
1969 behauptete Gerhard Piccard, die Inschrift mit dem Malernamen Lukas Moser sei eine Erfindung und „Lukas Moser“ somit eine Kunstfigur. Piccard meinte, dass die Inschrift schon typographisch aus der Zeit der Werkentstehung herausfalle und frühestens im späten 18. Jahrhundert entstanden sein könne. Im frühen 19. Jahrhundert habe man sich in Tiefenbronn an den Formen der unbekleidet dargestellten Maria im härenen Gewand gestört und habe sie daher übermalen lassen wollen. Um dies zu verhindern, sei die anklagende Inschrift gegen die Kunstverachtung angebracht worden. Nach Gerhard Piccard ist der Altar ein vom Hirsauer Kloster im Magdalenenwallfahrtsort Vézelay in Frankreich gekauftes Retabel, das den neuen Besitzern eine Magdalenen-Wallfahrt ermöglichte und damit weitere Einnahmen durch das im 15. Jahrhundert für die Kirche sehr einträgliche Geschäft mit dem Ablass erschloss. Es handele sich also um ein französisches Gemälde, das Piccard in die Zeit um 1380 datierte.
Zur inhaltlichen Aussage der Inschrift argumentierte er folgendermaßen: Maler waren im Mittelalter in Zünften oder später Gilden organisierte Handwerker, die ein Gemälde nur nach erteiltem Auftrag ausführten. Der Auftraggeber bestellte sich beim Meister ein Werk mit genau festgelegtem Inhalt und hatte Einfluss auf seine Ausführung, da er für alle entstehenden Kosten aufkam und die Arbeit des für die Gemälde verantwortlichen Meisters mit seiner Werkstatt bezahlte. Der Maler hätte folglich keinen Grund zu dieser Inschrift gehabt, wenn er sich aber trotzdem diese Aussage erlaubt hätte – und selbst der zu späteren Zeiten in die Wirren des Bauernkrieges verwickelte Maler Jerg Ratgeb hat sich nicht in ähnlicher Weise geäußert –, wäre das für ihn aus verständlichen Gründen sehr unangenehm geworden. Im 19. Jahrhundert, die Malergilden oder -zünfte waren längst aufgehoben und der Maler, den man inzwischen Künstler nannte, hatte häufig mit existenziellen Problemen zu kämpfen, weil man seine von ihm ersonnene und meist ohne Auftrag geschaffene Kunst nicht immer verstand und sie deshalb nicht kaufen wollte. Im 19. Jahrhundert und bis in unsere Gegenwart hinein konnte und kann man diese Inschrift deshalb sehr wohl nachempfinden, weil sich der Berufsstand des Malers und die gesamten ökonomischen und gesellschaftlichen Bedingungen seit der Zeit des späten Mittelalters verändert haben. Die Entstehungszeit der Inschrift mag nach gegenwärtigem kunstgeschichtlichem Forschungsstand nicht vollständig geklärt werden können, sie widerspricht jedoch aus den dargelegten Gründen dem Selbstverständnis der Maler aus dem 15. Jahrhundert. Andererseits sagt das Bemühen um „Lukas Moser“ sehr viel über unsere Gegenwart aus, die nach dem zu bewundernden Individuum, eben nach einer Künstlergestalt, verlangt.
Auf die spektakuläre These Piccards folgten umfangreiche Untersuchungen, die 1971 in einem Fachkongress in München diskutiert wurden. Die versammelten Experten wiesen Piccards These zurück und verteidigten die Echtheit der Inschrift und des Künstlernamens Lukas Moser.